# Philippe Lodzia-Brodzki
Philippe Lodzia-Brodzki, né le 22 octobre 1952 à Bruxelles, est un sculpteur belge.

## Biographie
C'est à l'âge de 14 ans qu'il découvre la sculpture.
En 1969 le céramiste Mirco Orlandini l'initie à l'art du feu et André Willequet à la forme dans l'espace.
Au début des années 1970, Marcel Broodthaers l'accueillera dans son atelier de Düsseldorf, à l'académie de cette ville il suivra une formation auprès de Josef Beuys.
Par la suite Il résidera à plusieurs reprises en Pologne  pour se perfectionner.
Parallèlement, une solide formation en dessin complétera son éducation artistique.
Sa passion pour la sculpture, le dessin, et la céramique se nourrissent de partages, de rencontres et son atelier est devenu un lieu de passage pour qui veut compléter ou approfondir une démarche artistique.
Ses sculptures  figuratives d'un réalisme ferme se reconnaissent par leurs non-académisme.
Ses œuvres sont appréciés aussi bien en Europe qu'aux États-Unis[réf. nécessaire].
La relation entre l'homme et l'animal est son sujet de prédilection ce qui fait penser au monde de la mythologie hellénique.

## Œuvres
- 2011 : Fontaine  de Volgelsheim, (Volgelsheim) France
- 2009 : Serge sur la tortue, Saint-Josse-ten-Noode, Belgique
- 2007 : La Sirène de Mragowo (fontaine) Mragowo Pologne
- 2005 : Statue du « Grand’ Lé », face à la maison du village, Flobecq, Belgique
- 1999 : L'Oiseau sur la tour, Centrum Rzeźby Polskiej (Centre de la sculpture polonaise (en)) dans le parc, Orońsko, Pologne
- 1997 : Musée de Ariana, Genève, Suisse
- 1996 : Musée de la céramique, Frechen Allemagne
- 1996 : Collection Grimaldi, Monte-Carlo, Monaco
- 1995 : Museum fur Kunsthandwerk, Frankfurt am Main, Allemagne
- 1992 : Musée d'Ixelles, Belgique
- 1990 : Ministère de la culture, Belgique

## Galerie

La Toque rouge
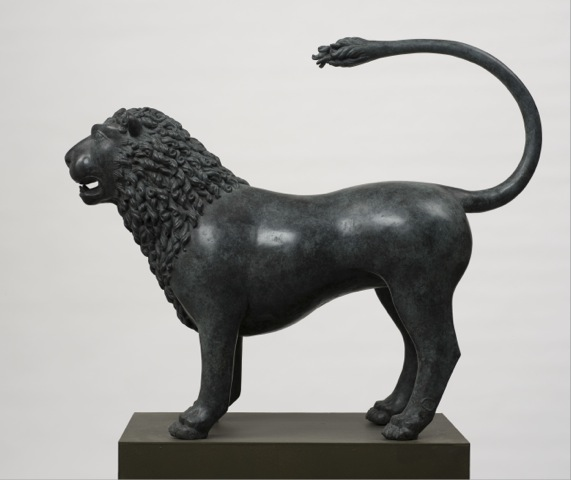
Le Lion
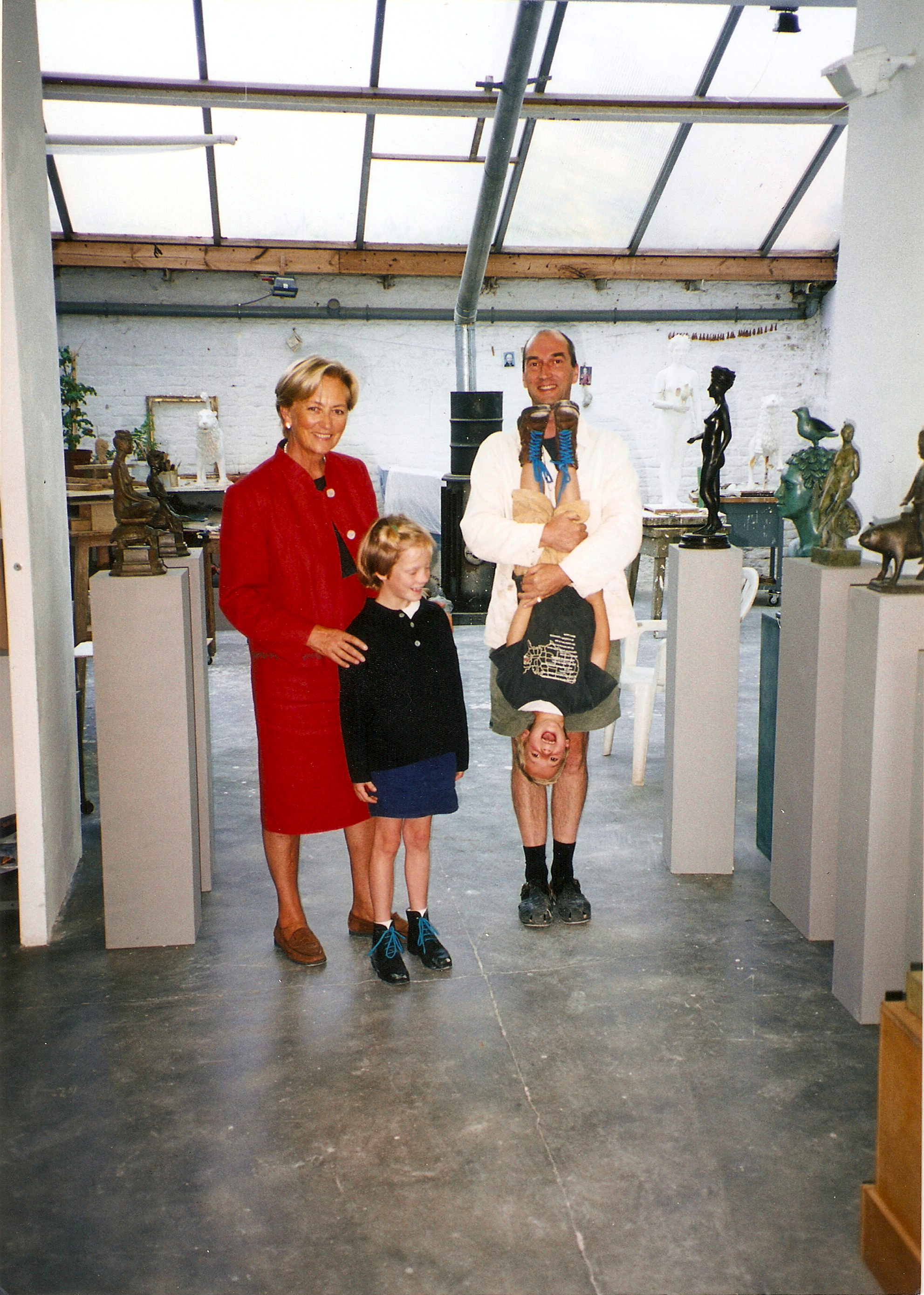
La reine Paola en visite à l'atelier de Philippe Lodzia-Brodzki
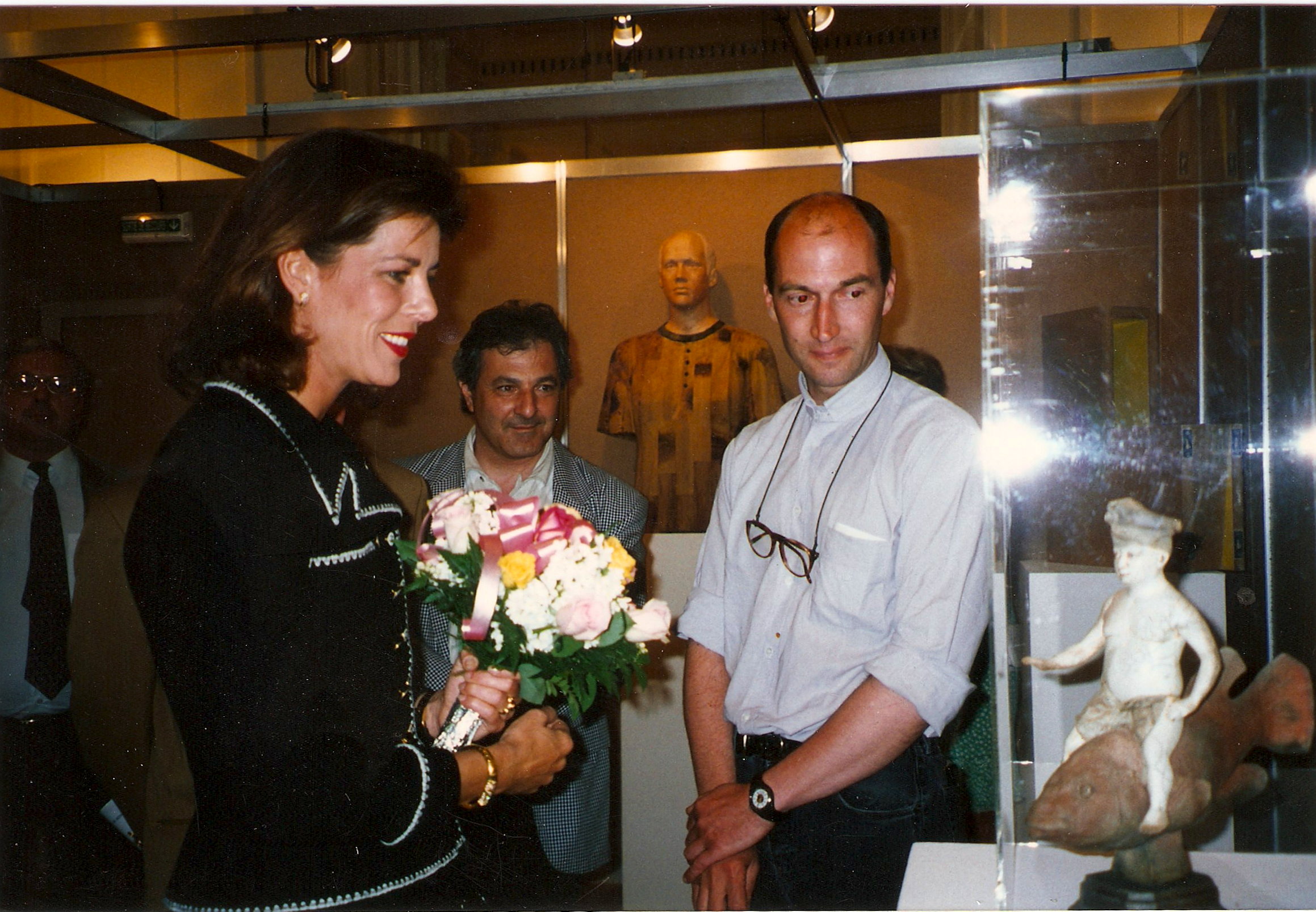
S.A.S la princesse Caroline de Monaco Collectionne les œuvres de Philippe Lodzia-Brodzki

## Distinctions et prix
- 2006 : Prix de la fondation Marie Louise Jaques ce prix couronne l’ensemble de l’œuvre d’un artiste
- 1996 : Prix international d’art contemporain, prix de la Fondation Florence Gould, Monte-Carlo, Monaco